# Aleksej Troicki
Aleksej Aleksejevič Troicki (14. ožujka 1866. – kolovoz 1942.) bio je ruski šahovski teoretičar. Prema mnogima, smatra se jednim od najvećih skladatelja studija konačnica u povijesti. Troicki je umro od izgladnjivanja tijekom blokade Lenjingrada.
Možda je njegov najpoznatiji rad konačnica s dvama skakačima i pješakom. Naime, dva skakača sama ne mogu dobiti partiju, već je potreban i protivnikov pješak kako bi se izbjegao pat. Po njemu je nazvana pozicija (linija) Troickog. Za njegove je analize, engleski velemajstor i matematičar John Nunn napisao da su „zapanjujuće točne”.

## Pozicija Troickog
|   | a | b | c | d | e | f | g | h |   |
| 8 | b6 black circle · g6 black circle · c5 black circle · f5 black circle · a4 black circle · d4 black circle · e4 black circle · h4 black circle | b6 black circle · g6 black circle · c5 black circle · f5 black circle · a4 black circle · d4 black circle · e4 black circle · h4 black circle | b6 black circle · g6 black circle · c5 black circle · f5 black circle · a4 black circle · d4 black circle · e4 black circle · h4 black circle | b6 black circle · g6 black circle · c5 black circle · f5 black circle · a4 black circle · d4 black circle · e4 black circle · h4 black circle | b6 black circle · g6 black circle · c5 black circle · f5 black circle · a4 black circle · d4 black circle · e4 black circle · h4 black circle | b6 black circle · g6 black circle · c5 black circle · f5 black circle · a4 black circle · d4 black circle · e4 black circle · h4 black circle | b6 black circle · g6 black circle · c5 black circle · f5 black circle · a4 black circle · d4 black circle · e4 black circle · h4 black circle | b6 black circle · g6 black circle · c5 black circle · f5 black circle · a4 black circle · d4 black circle · e4 black circle · h4 black circle | 8 |
| 7 | b6 black circle · g6 black circle · c5 black circle · f5 black circle · a4 black circle · d4 black circle · e4 black circle · h4 black circle | b6 black circle · g6 black circle · c5 black circle · f5 black circle · a4 black circle · d4 black circle · e4 black circle · h4 black circle | b6 black circle · g6 black circle · c5 black circle · f5 black circle · a4 black circle · d4 black circle · e4 black circle · h4 black circle | b6 black circle · g6 black circle · c5 black circle · f5 black circle · a4 black circle · d4 black circle · e4 black circle · h4 black circle | b6 black circle · g6 black circle · c5 black circle · f5 black circle · a4 black circle · d4 black circle · e4 black circle · h4 black circle | b6 black circle · g6 black circle · c5 black circle · f5 black circle · a4 black circle · d4 black circle · e4 black circle · h4 black circle | b6 black circle · g6 black circle · c5 black circle · f5 black circle · a4 black circle · d4 black circle · e4 black circle · h4 black circle | b6 black circle · g6 black circle · c5 black circle · f5 black circle · a4 black circle · d4 black circle · e4 black circle · h4 black circle | 7 |
| 6 | b6 black circle · g6 black circle · c5 black circle · f5 black circle · a4 black circle · d4 black circle · e4 black circle · h4 black circle | b6 black circle · g6 black circle · c5 black circle · f5 black circle · a4 black circle · d4 black circle · e4 black circle · h4 black circle | b6 black circle · g6 black circle · c5 black circle · f5 black circle · a4 black circle · d4 black circle · e4 black circle · h4 black circle | b6 black circle · g6 black circle · c5 black circle · f5 black circle · a4 black circle · d4 black circle · e4 black circle · h4 black circle | b6 black circle · g6 black circle · c5 black circle · f5 black circle · a4 black circle · d4 black circle · e4 black circle · h4 black circle | b6 black circle · g6 black circle · c5 black circle · f5 black circle · a4 black circle · d4 black circle · e4 black circle · h4 black circle | b6 black circle · g6 black circle · c5 black circle · f5 black circle · a4 black circle · d4 black circle · e4 black circle · h4 black circle | b6 black circle · g6 black circle · c5 black circle · f5 black circle · a4 black circle · d4 black circle · e4 black circle · h4 black circle | 6 |
| 5 | b6 black circle · g6 black circle · c5 black circle · f5 black circle · a4 black circle · d4 black circle · e4 black circle · h4 black circle | b6 black circle · g6 black circle · c5 black circle · f5 black circle · a4 black circle · d4 black circle · e4 black circle · h4 black circle | b6 black circle · g6 black circle · c5 black circle · f5 black circle · a4 black circle · d4 black circle · e4 black circle · h4 black circle | b6 black circle · g6 black circle · c5 black circle · f5 black circle · a4 black circle · d4 black circle · e4 black circle · h4 black circle | b6 black circle · g6 black circle · c5 black circle · f5 black circle · a4 black circle · d4 black circle · e4 black circle · h4 black circle | b6 black circle · g6 black circle · c5 black circle · f5 black circle · a4 black circle · d4 black circle · e4 black circle · h4 black circle | b6 black circle · g6 black circle · c5 black circle · f5 black circle · a4 black circle · d4 black circle · e4 black circle · h4 black circle | b6 black circle · g6 black circle · c5 black circle · f5 black circle · a4 black circle · d4 black circle · e4 black circle · h4 black circle | 5 |
| 4 | b6 black circle · g6 black circle · c5 black circle · f5 black circle · a4 black circle · d4 black circle · e4 black circle · h4 black circle | b6 black circle · g6 black circle · c5 black circle · f5 black circle · a4 black circle · d4 black circle · e4 black circle · h4 black circle | b6 black circle · g6 black circle · c5 black circle · f5 black circle · a4 black circle · d4 black circle · e4 black circle · h4 black circle | b6 black circle · g6 black circle · c5 black circle · f5 black circle · a4 black circle · d4 black circle · e4 black circle · h4 black circle | b6 black circle · g6 black circle · c5 black circle · f5 black circle · a4 black circle · d4 black circle · e4 black circle · h4 black circle | b6 black circle · g6 black circle · c5 black circle · f5 black circle · a4 black circle · d4 black circle · e4 black circle · h4 black circle | b6 black circle · g6 black circle · c5 black circle · f5 black circle · a4 black circle · d4 black circle · e4 black circle · h4 black circle | b6 black circle · g6 black circle · c5 black circle · f5 black circle · a4 black circle · d4 black circle · e4 black circle · h4 black circle | 4 |
| 3 | b6 black circle · g6 black circle · c5 black circle · f5 black circle · a4 black circle · d4 black circle · e4 black circle · h4 black circle | b6 black circle · g6 black circle · c5 black circle · f5 black circle · a4 black circle · d4 black circle · e4 black circle · h4 black circle | b6 black circle · g6 black circle · c5 black circle · f5 black circle · a4 black circle · d4 black circle · e4 black circle · h4 black circle | b6 black circle · g6 black circle · c5 black circle · f5 black circle · a4 black circle · d4 black circle · e4 black circle · h4 black circle | b6 black circle · g6 black circle · c5 black circle · f5 black circle · a4 black circle · d4 black circle · e4 black circle · h4 black circle | b6 black circle · g6 black circle · c5 black circle · f5 black circle · a4 black circle · d4 black circle · e4 black circle · h4 black circle | b6 black circle · g6 black circle · c5 black circle · f5 black circle · a4 black circle · d4 black circle · e4 black circle · h4 black circle | b6 black circle · g6 black circle · c5 black circle · f5 black circle · a4 black circle · d4 black circle · e4 black circle · h4 black circle | 3 |
| 2 | b6 black circle · g6 black circle · c5 black circle · f5 black circle · a4 black circle · d4 black circle · e4 black circle · h4 black circle | b6 black circle · g6 black circle · c5 black circle · f5 black circle · a4 black circle · d4 black circle · e4 black circle · h4 black circle | b6 black circle · g6 black circle · c5 black circle · f5 black circle · a4 black circle · d4 black circle · e4 black circle · h4 black circle | b6 black circle · g6 black circle · c5 black circle · f5 black circle · a4 black circle · d4 black circle · e4 black circle · h4 black circle | b6 black circle · g6 black circle · c5 black circle · f5 black circle · a4 black circle · d4 black circle · e4 black circle · h4 black circle | b6 black circle · g6 black circle · c5 black circle · f5 black circle · a4 black circle · d4 black circle · e4 black circle · h4 black circle | b6 black circle · g6 black circle · c5 black circle · f5 black circle · a4 black circle · d4 black circle · e4 black circle · h4 black circle | b6 black circle · g6 black circle · c5 black circle · f5 black circle · a4 black circle · d4 black circle · e4 black circle · h4 black circle | 2 |
| 1 | b6 black circle · g6 black circle · c5 black circle · f5 black circle · a4 black circle · d4 black circle · e4 black circle · h4 black circle | b6 black circle · g6 black circle · c5 black circle · f5 black circle · a4 black circle · d4 black circle · e4 black circle · h4 black circle | b6 black circle · g6 black circle · c5 black circle · f5 black circle · a4 black circle · d4 black circle · e4 black circle · h4 black circle | b6 black circle · g6 black circle · c5 black circle · f5 black circle · a4 black circle · d4 black circle · e4 black circle · h4 black circle | b6 black circle · g6 black circle · c5 black circle · f5 black circle · a4 black circle · d4 black circle · e4 black circle · h4 black circle | b6 black circle · g6 black circle · c5 black circle · f5 black circle · a4 black circle · d4 black circle · e4 black circle · h4 black circle | b6 black circle · g6 black circle · c5 black circle · f5 black circle · a4 black circle · d4 black circle · e4 black circle · h4 black circle | b6 black circle · g6 black circle · c5 black circle · f5 black circle · a4 black circle · d4 black circle · e4 black circle · h4 black circle | 1 |
|   | a | b | c | d | e | f | g | h |   |

Konačnice dvaju skakača su uvijek remi, no izuzetak su konačnice s dva skakača i protivnikovim pješakom jer tu jača strana katkada može izbjeći pat dobivajući ključni tempo (jer crni ima pješaka).
Pravilo je dao i sâm Troicki: "Ako je pješak sigurno blokiran od strane bijelog skakača ne niže od linije na dijagramu, tada crni gubi, bez obzira na poziciju kraljeva."

## Utjecaj na šah
Mnogi velemajstori okarakterizirali su rad Troickog kao kamen temeljac „moderne umjetnosti šahovskih kompozicija”. 
Treći svjetski šahovski prvak i jedan od najboljih igrača konačnica ikada, José Raúl Capablanca, odao mu je počast riječima:
Prema mome načinu razmišljanja, Troicki nema ravnog među kompozitorima konačnica; nitko drugi nije skladao toliko mnogo, a tako raznolikih konačnica prvoga reda.